# Layla and Other Assorted Love Songs Dubbel - CD Version
Layla and Other Assorted Love Songs, musikalbum av gruppen Derek and the Dominos, utgivet i december 1970. Albumet ses ofta som en höjdpunkt inom rockmusiken, och ofta som Eric Claptons bästa album.
När albumet gavs ut 1970 blev det inte så uppmärksammat. I USA nådde det Billboard-listans 16:e plats, och i Storbritannien nådde det knappt listorna.
Titelspåret "Layla" har kommit att bli en av Claptons mest kända låtar.

## Låtlista
CD 1.
1. I Looked Away (Eric Clapton / Bobby Whitlock) - 3:03
2. Bell Bottom Blues (Eric Clapton) - 5:01
3. Keep On Growing (Eric Clapton / Bobby Whitlock) - 6:20
4. Nobody Knows You When You're Down And Out (Jimmie Cox) - 4:56
5. I Am Yours (Eric Clapton / Nezami) - 3:34
6. Anyday (Eric Clapton / Bobby Whitlock) - 6:34
7. Key To The Highway (Charles Segar / Willie Broonzy) - 9:37
8. Tell The Truth (Eric Clapton / Bobby Whitlock) - 6:37 - Albumversionen - inte samma version som singeln
9. Why Does Love Got To Be So Sad? (Eric Clapton / Bobby Whitlock) - 4:41
10. Have You Ever Loved A Woman (Billy Myles) - 6:51
11. Little Wing (Jimi Hendrix) - 5:32
12. It's Too Late (Chuck Willis) - 3:48
13. Layla (Eric Clapton / Jim Gordon) - 7:02
14. Thorn Tree In The Garden (Bobby Whitlock) - 2:49

CD 2.
1. Mean Old World (Walter Jacobs) - 3:52
2. Roll It Over (Eric Clapton / Bobby Whitlock) - 4:31 - B sida på Derek And Dominos första singel 1970
3. Tell The Truth (Eric Clapton / Bobby Whitlock) - 3:23 - A sida på Derek And Dominos första singel 1970
4. It's Too Late (Chuck Willie) - 4:11
5. Got To Get Better In A Little While (Eric Clapton) - 6:34
6. Matchbox (Carl Perkins) - 3:56
7. Blues Power (Eric Clapton / Leon Russell) - 6:31
8. Snake Lake Blues (Eric Clapton / Bobby Whitlock) - 3:34
9. Evil (Willie Dixon) - 4:34
10. Mean Old Frisco (Arthur Crudup) - 4:04
11. One More Chance (Eric Clapton) - 3:15
12. Got To Get Better In A Little While Studio Jamsession (Eric Clapton) - 3:45
13. Got To Get Better In A Little While (Eric Clapton) - 6:05

## Medverkande CD 1
- Eric Clapton - sång, gitarr
- Jim Gordon - trummor, slagverk, piano
- Bobby Whitlock - orgel, piano, akustisk gitarr, sång
- Carl Radle - bas, slagverk
- Duane Allman - gitarr

## Medverkande CD 2
- Eric Clapton - sång, gitarr
- Jim Gordon - trummor, slagverk, piano
- Bobby Whitlock - orgel, piano, akustisk gitarr, sång
- Carl Radle - bas, slagverk
- Duane Allman - gitarr

Gästande musiker på CD 2
- George Harrison - gitarr, bakgrundssång - Roll It Over Spår 2.
- Dave Mason - gitarr, bakgrundssång - Roll It Over Spår 2.
- Johnny Cash - gitarr, sång - Matchbox - Spår 6.
- Carl Perkins - gitarr, sång - Matchbox - Spår 6.

## Spårinformation CD 2
Spår: 1, är inspelad 2 oktober 1970 i Criteria Studios Miami, Florida under "LAYLA" Session.
Spår: 2, 3 är inspelade 25 juni 1970 i Abbey Road Studios, London  under George Harrisons "ALL THINGS MUST PASS Session.
Spår: 4, 5, 6, 7 är inspelade live "THE JOHNNY CASH TV SHOW" 5 november 1970 Ryman Auditorium, Nashville, Tennessee.
Spår: 8, 9, 10, 11, 12, 13 är inspelade April - Maj 1971 i Olympic Studios, London under Derek And The Dominos Session för sitt andra album.
Spåren: 1 och 4 - 13 är tidigare outgivet material.